# Francy Rädelt
Francy Rädelt (* 15. Mai 1996) ist eine deutsche Ringerin.

## Werdegang
Francy Rädelt stammt aus Frankfurt (Oder) und startet seit dem Jahre 2003 für den RSV Hansa 90 Frankfurt (Oder). Ihr Trainer ist seit dieser Zeit Michael Kothe. Bei einer Größe von 1,76 Metern startet sie in der schwersten Klasse im Damenringen. Z. Zt. liegt dort das Gewichtslimit bei 76 kg Körpergewicht. Sie ist Lehramts-Studentin für Sport und Deutsch.
Francy Rädelt war schon im Juniorenalter sehr erfolgreich. 2011, 2012 und 2013 wurde sie deutsche A-Jugend-Meisterin und 2015 und 2016 deutsche Juniorenmeisterin.
Ihre erste internationale Medaille errang sie im Juli 2012, als sie bei der Junioren-Europameisterschaft (Cadets) in Kattowitz in der Gewichtsklasse bis 70 kg Vize-Europameisterin wurde. Bei der Junioren-Weltmeisterschaft (Cadets) in Baku kam sie in der gleichen Gewichtsklasse auf den 8. Rang.
Im Juni 2013 kam sie bei der Junioren-Europameisterschaft (Cadets) in Bar in der Gewichtsklasse bis 70 kg zwar nur auf den 11. Platz, gewann aber zwei Monate später bei der Junioren-Weltmeisterschaft (Cadets) in Zrenjanin eine Bronzemedaille.
Im Februar 2014 startete sie erstmals bei einem hochrangigen Frauen-Turnier, nämlich den Klippan-Lady-Open in der Gewichtsklasse bis 75 kg. Sie schnitt dabei hervorragend ab, denn sie belegte dort gemeinsam mit der Olympiasiegerin von 2012 Adeline Gray aus den Vereinigten Staaten den 3. Platz hinter der späteren Olympiasiegerin von 2016 Erica Wiebe aus Kanada und der russischen Meisterin Jekaterina Bukina. 2014 startete sie bei den internationalen Juniorenmeisterschaft erstmals in der Altersklasse „Juniors“. Dabei belegte sie bei der Junioren-Europameisterschaft in Kattowitz in der Gewichtsklasse bis 72 kg den 7. und bei der Junioren-Weltmeisterschaft in Zagreb in der gleichen Gewichtsklasse den 5. Platz.
Im Juni 2015 gewann Francy Rädelt bei der Junioren-Europameisterschaft (Juniors) in Istanbul erneut eine Medaille, die bronzene. Bei der Junioren-Weltmeisterschaft (Juniors) dieses Jahres in Salvador da Bahia kam sie allerdings über einen 9. Platz nicht hinaus. Im September 2015 wurde sie erstmals auch bei einer Weltmeisterschaft der Frauen eingesetzt. Sie musste dabei in Las Vegas in der Gewichtsklasse bis 75 kg noch Lehrgeld bezahlen, denn sie verlor gleich ihren ersten Kampf gegen Swetlana Sajenko aus Moldawien, womit sie ausschied und auf dem 23. Platz landete.
Erfolgreicher war sie im Juli 2016 bei der Junioren-Europameisterschaft (Juniors) in Bukarest, denn sie wurde dort in der Gewichtsklasse bis 72 kg hinter Daria Schisterowa aus Russland Vize-Europameisterin. Bei der Junioren-Weltmeisterschaft (Juniors) 2016 in Macon kam sie in der gleichen Gewichtsklasse auf den 7. Rang.
Sehr erfolgreich war Francy Rädelt auch 2017, denn sie gewann in diesem Jahr sowohl bei der U 23-Junioren-Europameisterschaft in Szombathely als auch bei der U 23-Weltmeisterschaft in Bydgoszcz in der Gewichtsklasse bis 75 kg jeweils eine Bronzemedaille.
Bei der U 23-Europameisterschaft 2018 in Istanbul verpasste sie in der Gewichtsklasse bis 76 kg mit einem 5. Platz knapp die Medaillenränge. Im September 2018 wurde sie in Goiana (Brasilien) in der gleichen Gewichtsklasse Universitäten-Weltmeisterin vor der Kanadierin Taylor Follensbee. Bei der das Jahr 2018 abschließenden U 23-Weltmeisterschaft in Bukarest enttäuschte sie aber, denn sie kam dort nur auf den 10. Platz.
Im Februar 2019 startete sie sehr erfolgreich in das Ringerjahr 2019, denn sie belegte beim Klippan-Lady-Open in der Gewichtsklasse bis 76 kg gemeinsam mit der Japanerin Masako Furuichi hinter Wang Juan aus China und Epp Mae aus Estland einen hervorragenden 3. Platz. Auch beim Großen Preis von Deutschland, der im gleichen Monat in Dormagen stattfand, schnitt sie hervorragend ab, denn sie kam auch dort hinter Natalja Worobjowa, Russland und Martina Kuenz, Österreich, auf den 3. Platz. Nicht gut lief es allerdings für sie bei der U 23-Europameisterschaft 2019 im März 2019 in Novi Sad, denn dort belegte sie nur den 8. Platz.
Ganz hervorragend rang sie dann im Juni 2019 bei den Europaspielen in Minsk. Sie besiegte dort in der Gewichtsklasse bis 76 kg Iselin Solheim aus Norwegen, Aysegül Özbege aus der Türkei und Sabira Alijewa aus Aserbaidschan jeweils überlegen. Sie verlor erst im Finale gegen die erfahrene Wasilisa Marsalijuk aus Weißrussland und belegte damit den 2. Platz. Dieser 2. Platz ist wohl der bisher größte und wichtigste Erfolg in ihrer bisherigen Laufbahn.
Francy Rädelt startete ab 2013 auch jedes Jahr bei der deutschen Meisterschaft der Frauen. Mit Ausnahme des Jahres 2017, wo sie auf dem 4. Platz landete, kam sie dabei in jedem Jahr auf einen der Medaillenränge. Meisterin konnte sie aber noch nicht werden. Maria Selmaier, Anna Schell und Aline Focken-Rotter verbauten ihr immer diesen Erfolg.

## Internationale Erfolge
| Jahr | Platz | Wettbewerb                                      | Gewichtsklasse | Ergebnisse |
| ---- | ----- | ----------------------------------------------- | -------------- | --- |
| 2012 | 2.    | Junioren-EM (Cadets) in Kattowitz               | bis 70 kg      | hinter Maria Jeroschkina, Russland, vor Moa Nygren, Schweden und Eva Maria Nemeth, Ungarn                              |
| 2012 | 8.    | Junioren-WM (Cadets) in Baku                    | bis 70 kg      | Siegerin: Sabira Alijewa, Aserbaidschan vor Moa Nygren                                                                 |
| 2013 | 11.   | Junioren-EM (Cadets) in Bar                     | bis 70 kg      | Siegerin: Alina Babkina, Russland vor Anastasia Schustowa, Ukraine                                                     |
| 2013 | 3.    | Junioren-WM (Cadets) in Zrenjanin               | bis 70 kg      | hinter Anastasia Schustowa und Mei Shindo, Japan                                                                       |
| 2014 | 3.    | Klippan-Lady-Open                               | bis 75 kg      | hinter Erica Wiebe, Kanada und Jekaterina Bukina, Russland, gemeinsam mit Adeline Gray, USA                            |
| 2014 | 7.    | Junioren-EM (Juniors) in Kattowitz              | bis 72 kg      | Siegerin: Angela Katajewa, Russland vor Zsanett Nemeth, Ungarn                                                         |
| 2014 | 5.    | Junioren-WM (Juniors) in Zagreb                 | bis 72 kg      | Siegerin: Sabira Alijewa vor Angela Tatajewa, Scharmila Bakbergenowa, Kasachstan und Victoria Francis, USA             |
| 2015 | 7.    | Großer Preis von Deutschland in Dormagen        | bis 75 kg      | Siegerin: Erica Wiebe vor Epp Mae, Estland, Jekaterina Bukina und Justina di Stasio, Kanada                            |
| 2015 | 3.    | Junioren-EM (Juniors) in Istanbul               | bis 72 kg      | hinter Sabira Alijewa und Anastasia Schustowa, gemeinsam mit Daria Schisterowa                                         |
| 2015 | 9.    | Junioren-WM (Juniors) in Salvador da Bahia      | bis 72 kg      | Siegerin: Rino Abe, Japan vor Sabira Alijewa                                                                           |
| 2015 | 23.   | WM in Las Vegas                                 | bis 75 kg      | nach einer Niederlage gegen Swetlana Sajenko, Moldawien                                                                |
| 2016 | 6.    | Großer Preis von Deutschland in Dormagen        | bis 75 kg      | Siegerin: Erica Wiebe vor Wasilisa Marzalijuk, Weißrussland                                                            |
| 2016 | 2.    | Junioren-EM (Juniors) in Bukarest               | bis 72 kg      | hinter Daria Schisterowa, vor Jewgenia Andreitschenko, Weißrussland und Aysegül Özbege, Türkei                         |
| 2016 | 7.    | Junioren-WM (Juniors) in Macon                  | bis 72 kg      | Siegerin: Masako Furuichi, Japan vor Daria Schisterowa                                                                 |
| 2017 | 11.   | Intern. Turnier in Kiew                         | bis 75 kg      | Siegerin: Erica Wiebe vor Zsanett Nemeth                                                                               |
| 2017 | 3.    | U 23-EM in Szombathely                          | bis 75 kg      | hinter Zsanett Nemeth und Natalja Lanko, Weißrussland                                                                  |
| 2017 | 5.    | Großer Preis von Deutschland in Dormagen        | bis 75 kg      | hinter Justina di Stasio, Aline Focken und Maria Selmaier, beide Deutschland und Denise Makoto Ström, Schweden         |
| 2017 | 10.   | Poland-Open in Warschau                         | bis 75 kg      | Siegerin. Paliha Paliha, Indien vor Wasilisa Marzalijuk                                                                |
| 2017 | 3.    | U 23-WM in Bydgoszcz                            | bis 75 kg      | hinter Yasuha Matsuyuki, Japan und Gracelyn Doogan, Kanada, gemeinsam mit Anastasia Schusterowa                        |
| 2018 | 5.    | Klippan-Lady-Open                               | bis 76 kg      | hinter Adeline Gray, USA, Yasemin Adar, Türkei, Epp Mae und Erica Wiebe                                                |
| 2018 | 7.    | „Dan-Kolow“ & „Nikola-Petrow“-Memorial in Sofia | bis 76 kg      | Siegerin: Aline Focken-Rotter vor Jekaterina Bukina                                                                    |
| 2018 | 5.    | U 23-EM in Istanbul                             | bis 76 kg      | hinter Anastasia Schustowa, Kristina Schumowa, Russland, Iselin Moen Solheim, Norwegen und Catalina Axente, Rumänien   |
| 2018 | 1.    | Universitäten-WM in Goiana/Brasilien            | bis 76 kg      | vor Taylor Follensbee, Kanada                                                                                          |
| 2018 | 10.   | U 23-WM in Bukarest                             | bis 76 kg      | Siegerin: Paliha Paliha vor Aysegül Özbege                                                                             |
| 2019 | 3.    | Klippan-Lady-Open                               | bis 76 kg      | hinter Wang Juan, China und Epp Mae, gemeinsam mit Masako Furuichi                                                     |
| 2019 | 3.    | Großer Preis von Deutschland in Dormagen        | bis 76 kg      | hinter Natalja Worobjowa, Russland und Martina Kuenz, Österreich, gemeinsam mit Georgina Nelthorpe, Großbritannien     |
| 2019 | 8.    | U 23-EM in Novi Sad                             | bis 76 kg      | Siegerin: Daria Schisterowa vor Aysegül Özbege                                                                         |
| 2019 | 2.    | Europaspiele in Minsk                           | bis 76 kg      | nach Siegen über Iselin Moen Solheim, Aysegül Özbege und Sabira Alijewa und einer Niederlage gegen Wasilisa Marzalijuk |

## Deutsche Meisterschaften
| Jahr | Platz | Gewichtsklasse | Ergebnisse                                                                         |
| ---- | ----- | -------------- | ---------------------------------------------------------------------------------- |
| 2013 | 3.    | bis 72 kg      | hinter Maria Selmaier, KSC Motor Jena und Mareen Gottschling, VfK 07 Schifferstadt |
| 2014 | 2.    | bis 72 kg      | hinter Maria Selmaier, vor Johanna Schumann, SG Arheilgen                          |
| 2015 | 3.    | bis 75 kg      | hinter Maria Selmaier und Kim Riesterer, RK Freiburg 2000                          |
| 2016 | 2.    | bis 75 kg      | hinter Anna Schell, RLZ Aschaffenburg, vor Steffi Blohm, Demminer RV               |
| 2017 | 4.    | bis 75 kg      | hinter Aline Focken-Rotter, KSV Germania Krefeld, Maria Selmaier und Anna Schell   |
| 2018 | 2.    | bis 76 kg      | hinter Aline Focken-Rotter, vor Theresia Edfelder, SC Anger                        |
| 2019 | 2.    | bis 76 kg      | hinter Aline Focken-Rotter, vor Eveline Neumann, RC Cottbus                        |

Erläuterungen
- alle Wettkämpfe im freien Stil
- WM = Weltmeisterschaft, EM = Europameisterschaft